# Equaflight
Fly safe on time
Equaflight (ou Equaflight Services) est une compagnie aérienne basée à Pointe-Noire, République du Congo, proposant des vols commerciaux et des vols charters depuis l'Aéroport international Agostinho-Neto. La compagnie est fondée en 1996 et appartient au groupe français Amelia (by Regourd Aviation),.
La compagnie figure sur la liste des transporteurs aériens interdits dans l'Union européenne.

## Destinations
Equaflight propose des lignes régulières pour les destinations suivantes:
République du Congo
- Pointe-Noire – Aéroport international Agostinho-Neto

Gabon
- Port-Gentil – Aéroport international de Port-Gentil

Equaflight desservait également Brazzaville - Aéroport international Maya-Maya

## Flotte

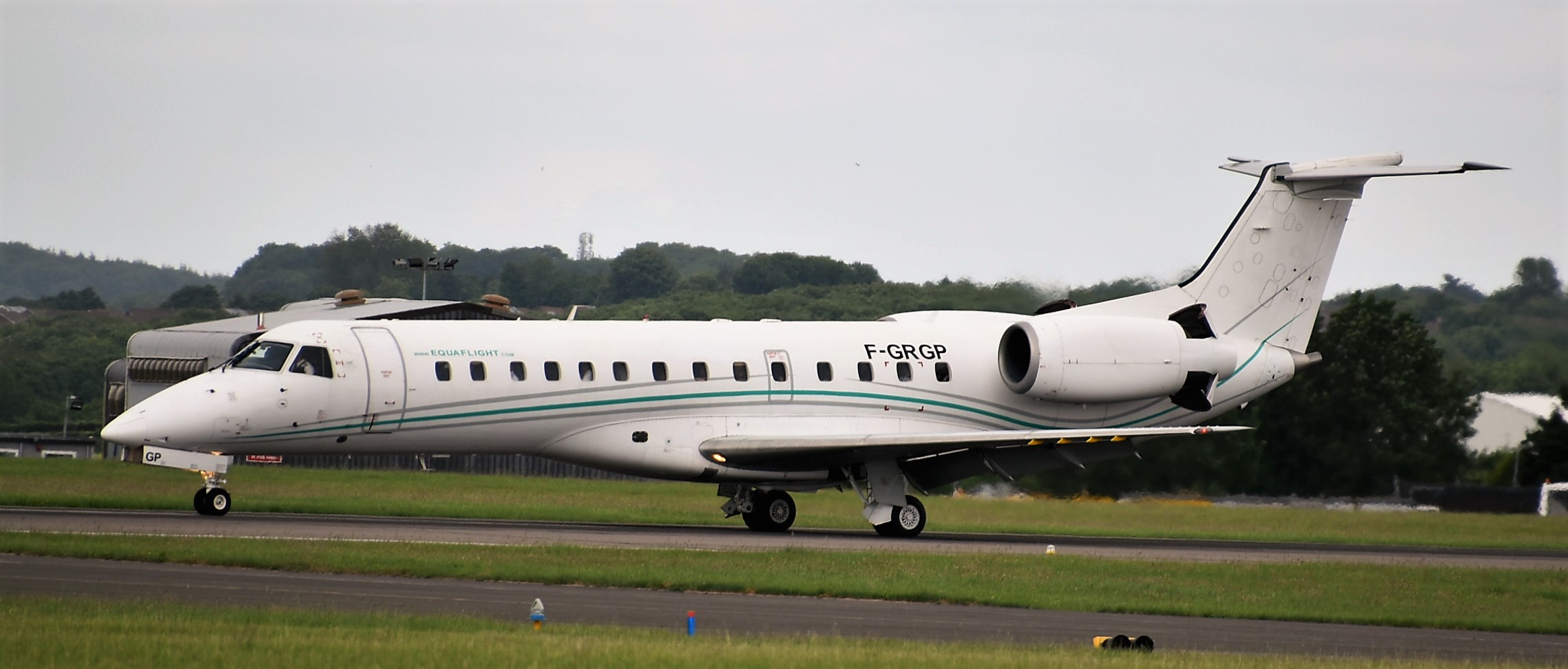
ERJ135 avec le logo Equaflight à Cardiff en 2016.

En avril 2015, la flotte d'Equaflight était composée des appareils suivants:

## Logos

Logo 2019 de la compagnie Equaflight (Brazzaville au Congo)
Logo d'Equaflight (Pointe-Noire au Congo)